# (37712) 1996 RD14
1996 RD14 (asteroide 37712) é um asteroide da cintura principal. Possui uma excentricidade de 0.15459770 e uma inclinação de 6.24148º.
Este asteroide foi descoberto no dia 8 de setembro de 1996 por Spacewatch em Kitt Peak.